# Sauvetage (baseball)

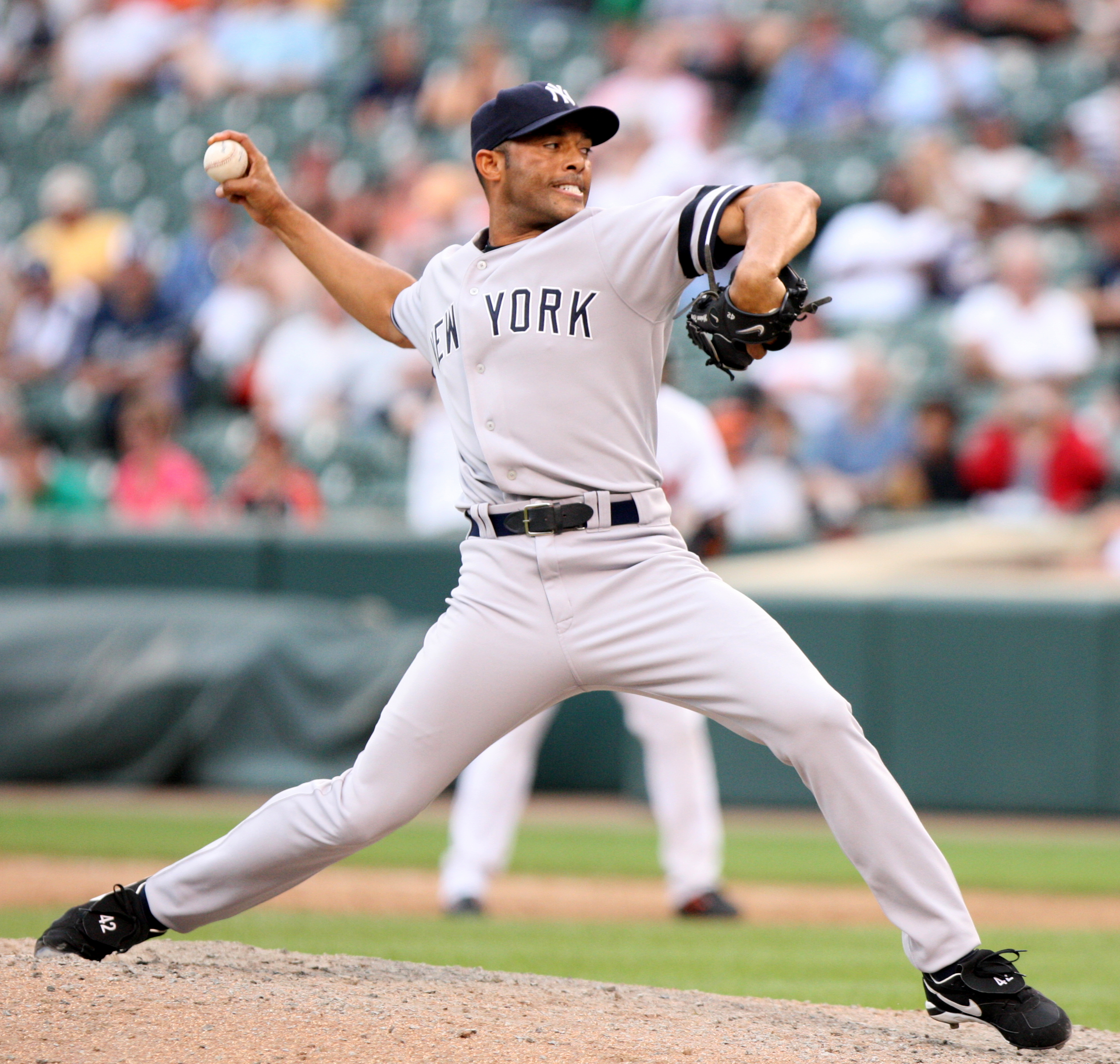
Le releveur droitier Mariano Rivera est le meneur pour les sauvetages dans l'histoire des majeures.

Au baseball, un lanceur est crédité d'un sauvetage (anglais : save) lorsqu'il termine une rencontre pour une équipe victorieuse en conservant l'avance au score acquis plus tôt dans la partie. Le nombre de sauvetages est la principale statistique des lanceurs de relève au baseball.
Les termes « victoire protégée » ou « match préservé » sont aussi des synonymes utilisés à l'occasion pour parler d'un sauvetage.

## Définition
Un sauvetage (abréviation : SV ou S) est attribué à un lanceur du club gagnant qui répond aux quatre critères suivants :
- il est le dernier lanceur de la rencontre gagnée par son équipe,
- il n'est pas le lanceur crédité de la victoire,
- il est crédité d'au moins un tiers de manche lancée,
- il remplit au moins l'une de ces trois conditions :
  - il entre en jeu alors que son équipe ne mène pas de plus de 3 points et lance au moins une manche complète,
  - il entre en jeu avec un joueur capable de marquer le point égalisateur, ce joueur pouvant être sur base, à la frappe ou en attente de frapper (soit les deux premiers frappeurs qu'il doit affronter),
  - il lance « efficacement » au moins lors des trois dernières manches du match après son entrée en jeu alors que son équipe mène au score.

Le dernier point est particulièrement subjectif car soumis à l'appréciation du scoreur officiel. Il est rare que le sauvetage soit porté à la fiche d'un lanceur ayant lancé plus d'une manche ou deux dans une partie, mais des exceptions sont connues. Par exemple, le 18 juin 1961, Dick Hall des Orioles de Baltimore entre dans la partie en fin de deuxième manche après avoir vu son équipe combler le déficit de 0-5 accusé en première manche et pris les devants 8-5 en deuxième reprise : il reçoit le sauvetage après avoir lancé huit manches. Autre situation inhabituelle témoignant de l'aspect subjectif du dernier point : le 28 mai 2011, Yoshinori Tateyama des Rangers du Texas lance trois manches et est crédité d'un sauvetage par le marqueur officiel même si son équipe mène 10-0 (donc par beaucoup plus que trois points) lors de son apparition dans la partie.
Si le lanceur fait perdre son avance au score à son équipe, il n'est pas crédité du sauvetage, mais peut recevoir la victoire si son équipe gagne par la suite. Un seul sauvetage peut être attribué par rencontre.

## Sabotage
Un sabotage,, (en anglais blown save, ou en abrégé BS) identifie une occasion de sauvetage gaspillée par un lanceur de relève. Celui-ci s'amène au monticule avec son équipe en avance dans le score et une possibilité d'ajouter un sauvetage à sa fiche, selon les critères décrits ci-haut. S'il permet à l'équipe adverse d'égaler le score ou de prendre les devants, il est alors considéré comme ayant « saboté » l'avance. Le lanceur est toujours éligible pour une victoire, si son club reprend les devants plus tard, ou pour une défaite, mais s'il demeure au monticule il ne pourra être crédité d'un sauvetage s'il est de nouveau en position de protéger une avance plus tard dans la partie.
Les sabotages ne sont pas une statistique officiellement reconnue par la Ligue majeure de baseball, mais ils sont néanmoins considérés par beaucoup d'observateurs afin de juger des performances d'un stoppeur. 
Si le lanceur accorde un ou plusieurs points à l'adversaire mais que son équipe mène toujours dans le score, il ne s'agit pas d'un sabotage. Au contraire, même en accordant un ou des points, un releveur peut être crédité d'un sauvetage.

## Sauvetages consécutifs

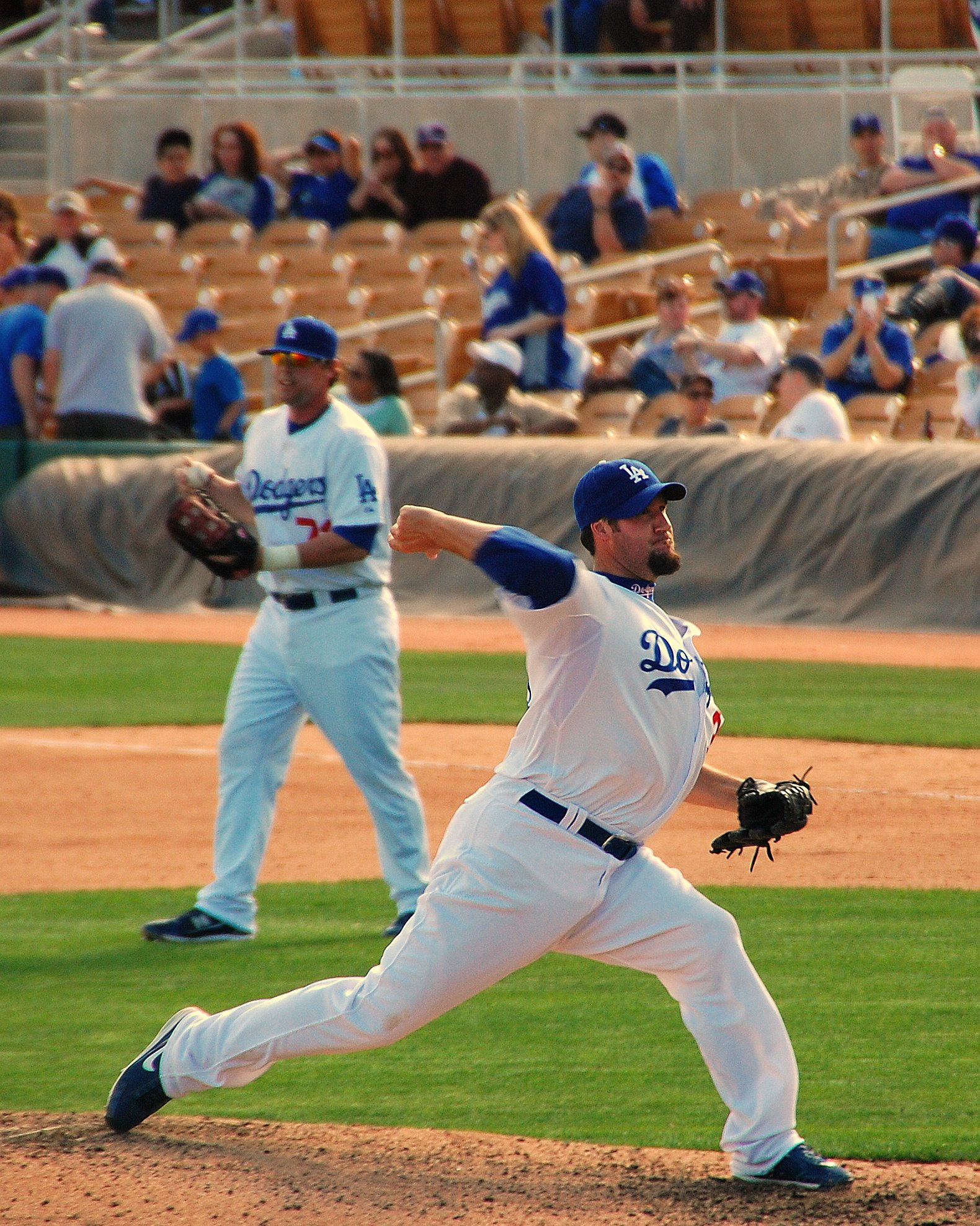
Éric Gagné.

On parle de sauvetages consécutifs lorsque toutes les occasions de sauvetages sont réussies avec succès par un stoppeur sans que jamais il ne sabote ou gaspille l'avance de son club. Par exemple, de 2002 à 2004, le lanceur Éric Gagné des Dodgers de Los Angeles établit l'actuel record de la MLB et de la Ligue nationale avec 84 sauvetages consécutifs, qui représente 84 occasions converties sur 84 sans aucun sabotage durant cette période, et non 84 sauvetages en 84 matchs joués puisque dans certaines des parties jouées durant ces années Gagné a pu être envoyé au monticule sans qu'il soit possible qu'un sauvetage soit porté à sa fiche.
Le record de la Ligue américaine est de 60 sauvetages réussis sans gâcher une avance, établi de 2015 à 2017 par Zach Britton des Orioles de Baltimore.